# Melchor Ortega Camarena
Melchor Ortega Camarena (* 16. Januar 1896 in Comonfort, Guanajuato; † 9. März 1971 in Papanoa, Acapulco, Guerrero (bei einem Attentat)) war ein mexikanischer Politiker der Partido Revolucionario Institucional (PRI), der unter anderem zwischen 1932 und 1935 Gouverneur des Bundesstaates Guanajuato sowie 1933 kurzzeitig Präsident der PRI war.

## Leben
Melchor Ortega Camarena, Sohn von Encarnación Ortega und Amelia Camarena, arbeitete als Telegrafist beim Staatslichen Eisenbahnunternehmen FNM (Ferrocarriles Nacionales de México) und nahm auf Seiten der Konstitutionalistischen Armee von General Álvaro Obregón an der Mexikanischen Revolution teil. Er wurde 1920 Präsident der Municipio Uruapan und wurde am 11. September 1924 als Nachfolger von Emigdio Santa Cruz erstmals Mitglied des Abgeordnetenhauses (Cámara de Diputados) und vertrat in diesem bis zum 31. August 1930 den Wahlkreis „Michoacán Distrito 11“.
Als Nachfolger von José Reynoso wurde Ortega am 26. September 1932 Gouverneur des Bundesstaates Guanajuato und bekleidete dieses Amt bis zum 25. September 1935, woraufhin Jesús Yáñez Maya neuer Gouverneur wurde. Während dieser Zeit war er als Nachfolger von Manuel Pérez Treviño vom 12. Mai 1933 bis zu seiner Ablösung durch Carlos Riva Palacio auch Präsident der Partei der institutionalisierten Revolution PRI (Partido Revolucionario Institucional). Am 7. Februar 1971 wurde er bei einem Attentat aus dem Hinterhalt ermordet.